# Маргай
Дългоопашатата тигрова котка (Leopardus wiedii), известна повече като маргай, е дребен хищник от семейство Коткови. Разпространен е в горите на Централна и Южна Америка с повече от десет подвида.

## Физическа характеристика
Котките маргай наподобяват оцелота, но са по-дребнии (45 – 80 см дължина), главата спрямо тялото им е по-малка и опашката е по-дълга (33 – 51 см). Тежи между 3 и 9 кг. Освен това шарките, особено на опашката, са по-различни. От друга страна за разлика от оцелота живеят изключително по дърветата и рядко слизат на земята, заради което се наричат още дървесни оцелоти. Заедно с димния леопард това са единствените котки способни да извият глезени (до 180°), за да обхванат ствола на дърво и да слязат с главата надолу. Маргаят може дори да виси само на една лапа.

## Начин на живот и хранене
Маргаят е потаен, нощен и самотен хищник обитаващ най-затънтените части на дъждовната гора. По дърветата лови катерици, опосуми и дребни маймуни, птици, гущери и дървесни жаби.

## Природозащитен статус
Поради потайния му начин на живот е трудно да се определи неговата численост и за да не се избива заради ценната си кожа, е вписан в Червения списък на световнозатрашените видове на IUCN.